# Gerboise rouge
Pour les articles homonymes, voir Gerboise.
Gerboise rouge est le nom de code d'un essai nucléaire français atmosphérique tiré le 27 décembre 1960 à Reggane en Algérie française. Il s'agit du troisième essai nucléaire français, après Gerboise bleue et Gerboise blanche, complétant les couleurs du drapeau français.
Lors de cet essai l'armée effectue des expériences sur les animaux, comme des chèvres, ou des souris, qui étaient à Reggane.
L'objectif de cette expérimentation était destiné à vérifier les calculs de fission nucléaire dans un domaine d'énergie nettement plus faible que Gerboise bleue, miniaturisé la charge nucléaire pour préparer la militarisation de l'architecture et le développement du programme thermonucléaire, étude des effets d'une arme nucléaire sur des mannequins, des engins militaire et des constructions, étude des effets radiologique sur des organismes humains et simulation partielle d'expérience de guerre nucléaire,,,.

## Déroulement de l'essai
Gerboise rouge fut tirée à 50 km au sud-ouest de Reggane, au point 26° 21′ 13″ N, 0° 07′ 25″ O.